# Военное дело у кельтов
Военное дело у кельтов — военное дело древних кельтов, как островных, так и континентальных (Галлия, Иберия, Анатолия) в период железного века и в римское время.
Источниками знаний о предмете являются записанная в средние века дохристианская кельтская мифология (Ирландия и Уэльс), описания древнегреческих авторов и римлян о войнах с кельтскими народами, а также об участии галльских наёмников, и археологические находки.
Кельтские воинственные народы широко расселялись по Европе и даже проникли в Малую Азию, самостоятельно нападая на другие народы, либо принимая активное участие в войнах других государств (например, Пунические войны). Кельтские наёмники служили в армиях эллинистических и позднейших государств античности.
Вооружение и прочее военное снаряжение галлов заметно разнилось от эпохи к эпохе, приспосабливаясь к изменению как собственной тактики, так и противостоящих армий. Происходило также широкое заимствование тактики и вооружений в ходе войн у противников и союзников.
Кельты вели войны, используя в разные эпохи пехоту и конницу, были племена, воевавшие с применением флота.
Широко применялись защитные сооружения, вплоть до крепостей, в обороне, и метательное оружие. В начальные периоды широко использовали в войнах колесницы.
Постепенно в ходе римских завоеваний площадь контролируемых кельтами земель и численность их армий сильно сократились. Дольше всего своеобразные традиции военного дела у кельтов сохранялись в Ирландии и горной Шотландии.

## Мифологическое время
Ирландские героические саги были записаны в период Средневековья, спустя определённое время после описываемого ими дохристианского периода. Также к Средневековью относится и валлийский эпос «Мабиногион». Сага «Похищение быка из Куальнге» посвящена в первую очередь ульстерскому герою Кухулину и описывает несколько битв. Основное внимание в саге обращается на использование копья (gae) и метательного копья (gá-ín), шлемы или металлические доспехи не упоминаются (также их нет и среди археологических находок). Важную роль играют также боевые колесницы, но в Ирландии (в отличие от Британии) не известны погребения с колесницами, поэтому до нас не дошли никакие остатки ирландских колесниц того времени.

## Племенной период
Кельтские племена вели войны друг с другом, иногда одно кельтское племя вступало в союз с римлянами, греками или кем-либо ещё в своей борьбе против другого кельтского племени. В племенной период кельтское военное дело было уже достаточно развито. Хотя кельтский эпос описывает войну скорее как спорт и охоту за головами, а не как организованное завоевание территорий, исторические источники показывают, что кельтские племена использовали войну для расширения своего политического контроля и для подчинения соперников, для получения экономических преимуществ и в какой-то степени и для захвата новых территорий.
Археологические находки дают нам много информации о материальной культуре кельтов, но ценность их информации о том, как в действительности воевали древние кельты — находится под вопросом. Долго бытовало мнение, что кельты практиковали охоту за головами, но последние проведённые во Франции исследования показывают, что в портиках, возможно, помещались не отрубленные на поле боя головы врагов, а головы принесённых в жертву пленников, в то время как убитые на поле боя враги погребались в братских могилах, а их оружие ритуально уничтожалось.

## Гальштатский период (XII — VI вв. до н.э.)
Гальштатская культура — это самая ранняя археологическая культура, достоверно отождествляемая с кельтами, она была распространена в Альпах и западнее — на территории Франции, Британии и Пиренейского полуострова. Ранняя Гальштатская культура относится ещё к бронзовому веку. В этот период, скорее всего, основным оружием кельтов был меч, что говорит об относительной неразвитости военного дела и отсутствии крупных военных конфликтов, война, видимо, была тогда делом племенной элиты. В более позднее время люди Гальштатской культуры начинают заменять бронзовое оружие железным, появляется классический «кельтский длинный меч» с листообразным клинком. В это же время характерными становятся погребения вождей вместе с их боевыми колесницами, что позволяет предположить, что эти колесницы играли в этот период существенную роль в войнах. Колесницы из погребений этого времени — четырёхколёсные; на Британских островах колесничных погребений не наблюдается. В самом конце Гальштатского периода длинные мечи начинают терять популярность, вместо них начинают использоваться короткие кинжалы, которые в больших количествах находят в погребениях знатных кельтов того времени.

## Латенский период (VI — I века до н.э.)
В Латенский период военное дело кельтов подвергается изменениям. В начале периода война всё ещё оставалась делом небольших групп элиты, сражения велись на колесницах, использовались длинные мечи нового типа. В последующие столетия мечи стали короче, их заточка стала односторонней, исчезло колющее заострение на конце, то есть мечи этого времени становятся чисто рубящим оружием (хотя и в Гальштатский период мечами также в основном именно рубили); также возникают различия между мечами разных регионов: в Британии и Ирландии мечи были короче и тоньше по сравнению с континентальными. Возможно, что в конце Латенского периода благодаря росту населения выросла также и численность армий, в которых появились копейщики; это привело к снижению использования мечей.
Также в Латенский период у кельтов начинают появляться доспехи, а именно кольчуги. Археологические находки кольчуг для этого периода редки — возможно, тогда кольчуга была предметом роскоши, встречавшимся только у знатных воинов. Украшенные гребнями шлемы в этот период более распространены, хотя, скорее всего, большинство воинов Латенского периода носили только лёгкие доспехи или не носили доспехов вовсе.
В погребениях Латенского периода продолжают встречаться колесницы, это говорит об их продолжающемся использовании и важной роли в войне. Латенские колесницы — двухколёсные и более лёгкие по сравнению с предшествовавшими им гальштатскими. Размещение колёсной оси в реконструкции Уэтвангской колесницы предполагает, что она приводилась в движение лошадьми ростом в 11 или 12 ладоней — аналогом нынешних пони, а значит, скорее всего, не использовалась непосредственно в бою. В Ирландии колесницы никогда не обнаруживаются в погребениях, поэтому невозможно установить, использовались ли они здесь на войне или не использовались.

## Ирландия
Римское завоевание покончило с независимостью всех кельтских племён на континенте и на территории современной Англии, свою независимость сохранили только кельты нынешних Шотландии и Ирландии. После падения Рима о военном искусстве кельтов можно говорить только применительно к Британским островам. Ирландия последней адаптировала Латенские технологии, а из-за меньшего и более разреженного населения (по сравнению с остальными Британскими островами и с Континентом) в этом регионе война дольше оставалась делом племенной элиты. Традиционное военное дело древних ирландцев, судя по всему, мало изменилось и в эпоху викингов и норманнов; ирландские армии этого времени состояли из пехоты (причём у пехотинцев, как правило, не было металлических доспехов и даже шлемов), вооружённой пиками и метательными копьями, в ряде случаев также боевыми топорами и — что верно только для воинов с высоким социальным статусом — мечами, защитой пехотинцам служили круглые щиты. В эпоху вторжений викингов ирландцы также использовали луки, но это оружие никогда не применялось широко . Норманнское вторжение в XII веке и неэффективность традиционной тактики в сопротивлении новым завоевателям привели к тому, что ирландцы перешли к типично средневековым тактикам ведения войны, в это же время появляются пехотинцы-наёмники — галлогласы.

## Галльская война
Галльская война была серией военных кампаний, которые вёл римский проконсул Юлий Цезарь против галльских племён в 58-51 гг. до н.э. В это же время римляне вторгались также в Британию и Германию, но эти экспедиции тогда так и не переросли в полномасштабное завоевание. Кульминацией Галльской войны была решающая битва при Алезии в 52 году до н.э., закончившаяся однозначной победой римлян и установлением власти Римской республики над всей территорией Галлии. Галльская война была одним из факторов, позволивших Юлию Цезарю стать единоличным правителем Римской республики.
Наиболее известный римский исторический источник, описывающий военное дело кельтов — это «Записки о Галльской войне» Юлия Цезаря, в которых он описывает методы ведения войны, наблюдавшиеся им как у галлов, так и у бриттов.
Описывая битвы с различными галльскими племенами, Цезарь опровергает популярное представление о том, что в армии галлов было что-то, аналогичное позднейшим германским берсеркам. Так, он говорит, что гельветы сражались сомкнутым строем, использовали фалангу для защиты от кавалерии и пользовались всеми преимуществами плотного построения. Цезарь также указывает, что кельты активно пользовались луками и стрелами, обстреливая его армию при переправе через реку, а также при осаде Герговии, столицы арвернов — одной из немногих битв, в которой Верцингеториг победил Цезаря. Кроме того, Цезарь говорит о том, что белги, а именно нервии , пользовались метательными копьями, но, в отличие от остальных римских авторов, писавших о любви кельтов к мечам, он никогда не упоминает о том, что его противники-галлы дрались врукопашную мечами. К середине I века до н.э. населявшие Галлию кельтские племена могли уже создать должным образом подготовленные и экипированные профессиональные армии, развившиеся из более ранней касты воинов, но параллельно этим профессиональным армиям у них существовали и легко вооружённые племенные ополчения.
Возможно, так Цезарь описывает бриттов, это его описание в наибольшей степени повлияло на распространённое сейчас представление о диких кельтских воинах. Римлянин подчёркивает «варварскую» природу бриттов, делая это, возможно, по политическим мотивам, оправдывая свою не слишком удачную экспедицию в Британию. Он указывает, что бритты носят звериные шкуры, обобществляли жён, не занимались земледелием и окрашивали свою кожу голубой краской; хотя Цезарь не называет растения, из которого бритты добывали эту голубую краску, позднейшие комментаторы предполагают, что это была вайда красильная (лат. Isatis tinctoria), хотя современные нам экспериментальные исследования показывают, что это растение не совсем подходит для окрашивания кожи или получения краски для татуировок. Однако созданный Цезарем образ, дополненный описаниями гесатов (кельтских воинов из окрестностей Альп и Роны) способствовал созданию представления о древнебриттских берсерков, бросавшихся в бой обнажёнными и выкрашенными синей краской.
Вне пределов Британии археологи нашли небольшие горшочки с оранжевой краской в окрестностях Серро дель Кастильо, Испания; эта находка позволила предположить, что, если кельтиберы использовали эту краску так же, как описывает Цезарь, то они, очевидно, окрашивали себя в оранжевый, а не голубой, цвет.
Другой связанный с доримской Британией популярный образ, а именно колесницы с косами, Цезарем также не упоминаются, хотя намёки на этот вид вооружений есть у его позднейших комментаторов, писавших во время и после римского завоевания Британии, таких как Помпоний Мела.

## Типы и организация войск у кельтов
Ни одна из кельтских групп не развила у себя регулярной армии в современном понимании этого слова. Армии кельтов организовывались соответственно делению общества на кланы и социальные классы. Кельтиберский термин «Uiros Ueramos» может означать военного лидера, в то время как его непосредственное окружение обозначалось в галльском языке словом «*ambaxtoi» — «сопровождающие». Это слово впоследствии было заимствовано в латынь и в конечном итоге дало английское слово ambassador — «посол».
Самое раннее столкновение кельтов с римлянами произошло в 387 году до н. э., когда конфедерация галльских племён под началом Бренна, вождя сенонов, взяли Рим и загнали римлян на Капитолийский холм, а потом принудили их к выплате огромного выкупа. В дошедших до нас описаниях этого похода практически отсутствует информация об организации предпринявших его кельтских армий, равно как и об их методах ведения войны; только Плутарх указывал, что кельты тогда были вооружены мечами, некоторые из воинов были верхом . В 280 году до н. э. другой кельтский вождь, тоже по имени Бренн, повёл огромную армию кельтов на юг, атаковав Грецию и Фракию. Если верить Павсанию, в распоряжении этого Бренна было большое количество кавалерии, организованной по принципу тримаркисии (от слов *tri— «3» и *marko— «лошадь»), то есть кавалеристы группировались в команды по трое, причём из троих в каждый момент времени только двое ехали верхом. Поход Бренна, возможно, начался в Паннонии или Норике — регионах, впоследствии прославившихся своей высококачественной оружейной сталью. Кельты были известны своим умением изготавливать бронзовые и железные мечи. Однако для большинства кельтских воинов мечи оставались слишком дорогими, поэтому они сражались копьями и пращами.

## Пехота и кавалерия
Тацит указывает, что основная сила кельтских армий заключалась в пехоте, однако в ряде случаев кельты также выводили на поле боя сильную кавалерию, иногда использовали и боевые колесницы.
В более ранний период кельты активно пользовались боевыми колесницами. Хотя к концу III века до н.э. боевые колесницы вышли из употребления на континенте, Гай Юлий Цезарь всё же указывает, что на Британских островах они продолжали активно употребляться. Если его описания заслуживают доверия, то он застал в Британии армию, переживавшую в то время переходный период, уже пользовавшуюся кавалерией, но всё ещё использовавшую боевые колесницы, на которых сражалась племенная знать. Цезарь описывает, как эти знатные воины бросали со своих колесниц метательные копья, а потом спускались с них и сражались в пешем строю, возвращаясь к колесницам только для отступления или для передислокации. Кавалерия, если верить его описаниям, использовалась для нападений из засады. Галлы же сообщили Цезарю, что раньше они тоже пользовались боевыми колесницами, но к его времени уже от них отказались.
«Их манера вести бой с использованием колесниц заключается в следующем: сначала они выезжают во всех направлениях, кидают метательное оружие, чтобы разрушить строй врага, бегущего от их ужасающих коней и от бешеного шума их колёс. Въехав в гущу боя, они соскакивают со своих колесниц и сражаются в пешем строю. Колесничие при этом отводят свои колесницы на определённое расстояние от битвы, чтобы те не пострадали и при необходимости могли вывезти сражающихся в пешем строю своих господ из гущи боя. Таким образом, пользуясь колесницами, кельты сочетают и скорость кавалерии, и устойчивость пехоты» (20).
Карникс — это духовой инструмент, использовавшийся кельтами железного века, примерно с 300 года до н.э. по 200 год до н.э. Этот инструмент представлял собой бронзовую трубу, направленную вертикально, на её верхней части помещалось изображение кабаньей головы. Карникс использовался для того, чтобы воодушевить собственных воинов, а также чтобы привести в ужас солдат противника. Этот инструмент был ориентирован вертикально для того, чтобы возвышаться над головами солдат и быть благодаря этому легко заметным как в бою, так и при проведении церемоний.

## Кельтские наёмники в иностранных армиях
Кельтские воины служили наёмниками во многих армиях классической античности. Наиболее известны из них те, кто присоединился к Ганнибалу Барке во время его вторжения в Италию в ходе Второй Пунической войны и способствовал его победам при Тразименском озере и при Каннах. Кельтские наёмники сражались также на стороне как древних греков, так и древних римлян. Когда часть воинов Бренна повернула на восток и пересекла Геллеспонт, они основали в Малой Азии кельтское (по крайней мере, управляемое кельтской верхушкой) государство, известное нам как Галатия. Галатия в своё время была известна как страна, поставлявшая воинов-наёмников всем государствам Восточного Средиземноморья. На памятниках изобразительного искусства того времени они изображались как воины с длинными прямыми мечами и овальными щитами.
Греческий историк Полибий оставил нам описание сражения при Теламоне (225 год до н.э.), в котором римляне успешно отразили вторжение бойев, инсубров, таврисков и гесатов. При этом гесатов он описывает наиболее детально и характеризует их не как кельтское племя, а как воинов-наёмников. В то время как бойи и инсубры носили штаны и плащи, достаточно прочные, чтобы обеспечить ограниченную защиту от римских метательных копий, гесаты сбрасывали свою одежду и сражались обнажёнными, всегда стремились на передний край и наводили на римлян ужас своими криками. Однако такое пренебрежение средствами защиты привело к их поражению, так как единственным средством их защиты были, очевидно, относительно небольшие щиты, которые не могли защитить от римских стрел. Неся тяжёлые потери, гесаты или бежали с поля боя или очертя голову врубались в строй римлян, превосходивших их как численностью, так и качеством своего вооружения, и терпели поражение. Какое место занимали гесаты в кельтском обществе — предмет споров. Ранние авторы считали их отдельным племенем, но более поздние авторы склоняются к мнению, что они были группами молодых воинов, живших за счёт грабежа и службы в качестве наёмников, подобно раннеримским iuventes или полулегендарным ирландским fiana.
Есть свидетельства того, что кельтские наёмники служили в личных гвардиях Клеопатры VII Египетской и иудейского царя Ирода I Великого. Иосиф Флавий в своих «Иудейских древностях» упоминает, что на похоронах последнего присутствовали галльские или галатские солдаты.

## Флот
О том, как кельты воевали на море, написано относительно мало, хотя галльское племя венетов, обитавшее на юге нынешней Бретани, активно сопротивлялось Юлию Цезарю и на суше, и на море. Источники сообщают, что они строили свои корабли из дуба и снабжали их прочными кожаными парусами, хорошо приспособленными к плаванию по неспокойным водам Атлантики. Их столица, Дариоритум (нынешний Ван, Франция) была очень хорошо защищена от нападения с суши. Первое время римские галеры, вынужденные сражаться в незнакомых условиях, не могли ничего сделать — до тех пор пока римский адмирал Децим Юний Брут Альбин не разработал новую тактику, которая принесла Цезарю решающую победу. Венеты за своё сопротивление были подвергнуты жестокой расправе.

## Фортификация
Большие запасы метательных камней, которым была придана более аэродинамически оправданная форма за счёт сглаживания неровностей при помощи глины, были обнаружены в Мэйден-Касл (Дорсет, Англия), это говорит о том, что праща как оружие играла определённую роль в конфликтах между кельтскими племенами в этом регионе, возможно — в осадах поселений. В Латенский период также появляются крепости, окружённые несколькими рядами земляных валов или каменных стен (таких как Murus Gallicus или Pfostenschlitzmauer). Более крупные поселения в Галлии Юлий Цезарь обозначает термином «оппидиум», сейчас этим термином обозначают крупные доримские кельтские поселения в Западной и Центральной Европе, многие из которых развились из крепостей на холмах. В одной только Британии таких фортов известно более 2000.
Кельтская крепость в Отцерхаузене (Otzenhausen; Саарланд, Германия, примерно 695 метров выше уровня моря) является одной из крупнейших известных кельтских крепостей. Этот форт был построен племенем треверов. От этой крепости до нашего времени сохранились два концентрических земляных вала, покрытых камнями.

## Внешние влияния
Кельты на протяжении своей истории испытывали влияния со стороны различных народов, а также и сами оказывали влияние на военное дело своих врагов.
Фракийцы
Кельты оказали влияние на военное дело фракийцев — в частности, те, например племя трибаллов, заимствовали у них длинные прямые мечи, хотя это заимствование и не распространилось среди всех фракийских племён. Также кельтское происхождение имеет сика — короткая сабля, которую греки называли «фракийским мечом» (Θρᾳκικὸν ξίφος). Несмотря на свою популярность у фракийцев, эта модель меча восходит к Гальштатской культуре, от которой фракийцы могли её заимствовать или унаследовать.
Даки
Бастарны, имевшие смешанное кельтско-германское происхождение, были важной частью дакского войска. Даки также пользовались оружием кельтского образца, таким как длинные мечи и круглые щиты . Кельты играли значительную роль в жизни Дакии, кельтское племя скордисков было союзником даков.
Иллирийцы
Кельты повлияли на иллирийцев в культурном отношении, некоторые их племена, особенно в Далмации и Паннонии, были даже ассимилированы кельтами. Именно от кельтов иллирийцы заимствовали продолговатые деревянные щиты с железными бляхами. Влияния Гальштатской культуры встречаются у иллирийцев во множестве потому, что иллирийцы сами происходят — как и кельты — от Гальштатской культуры.
Греки
Греки в III веке до н.э. заимствовали у кельтов длинные овальные щиты, которые стали обозначать термином «туреос» (θυρεός). Это в скором времени привело к появлению у греков двух новых типов войск: туреофоров (θυρεοφόροι) и торакитов (θωρακίται).
Римляне
На Пиренейском полуострове, на территории нынешних Испании и Португалии, в классическое время существовало множество различных культур и племён, из которых далеко не все могут быть однозначно определены как кельтские. Иберийские кельты сражались против Рима на стороне Ганнибала Барки в ходе Второй Пунической войны. Самое известное их оружие того времени — фальката, «испанский меч», кривой и чисто рубящий, с закрытым эфесом. Гладиус римских легионов также изначально назывался «gladius Hispaniensis» и также был заимствован у кельтиберов. Да и само латинское слово «меч» — gladius — может восходить к кельтскому *kledo— в этом же значении. Латинское слово «lancea», обозначавшее метательное копьё, использовавшееся вспомогательными войсками, также, возможно, имеет иберийское или кельтиберское происхождение, хотя его изначальная форма не известна по письменным памятникам. Римляне называли галльские копья словом gaesum, от галльского *gaisos.
Вероятно, что два латинских слова, обозначающих колесницу, а именно «carrus» и «covinnus» также были заимствованы из галльского языка, потому что сами римляне никогда не пользовались боевыми колесницами.

## Кельты как «варвары»
Поздние греческие государства и Римская республика в начале своего существования сталкивались с постоянной угрозой кельтских вторжений. Позднее ситуация изменилась на диаметрально противоположную, когда разраставшееся Римское государство завоёвывало одно за другим все кельтские племена. Греческие и римские авторы, как правило, концентрируют своё внимание на дикой свирепости кельтских воинов, создавая образ, который впоследствии пережил века. Для древних греков и римлян кельтские воины были типичным образцом варваров, они стереотипно воспринимались как физически сильные и агрессивные люди. В V веке до н.э. греческий писатель Эфор Кимский описывал кельтов как один из четырёх варварских народов, остальными тремя у него были персы, скифы и ливийцы. Греки называли кельтов «Keltoi» или «Galatae», римляне — «Celtae» или «Galli». Аристотель говорит, что в отваге кельтских воинов был элемент страсти, как и у всех варваров. Диодор Сицилийский утверждает, что кельты очень любили выпить (38), так что в обмен на средних размеров кувшин вина у них можно было получить раба.
Авторы классической античности, такие как Страбон, Тит Ливий, Павсаний и Луций Анней Флор, пишут, что кельты сражались «как дикие звери» и бросались в бой всей ордой. Дионисий Галикарнасский пишет, что «они бросаются в сражение  огромной толпой, подобно взбешённым диким зверям, ни о каком регулярном строе и военной науке у них нет понятия. Они все одновременно вздымают свои мечи и ударяют подобно диким кабанам, наваливаясь всем весом и рубят врагов подобно лесорубам или копающим землю тяпками, наносят удары, почти не прицеливаясь, так, как будто хотят изрубить врага в капусту вместе с его доспехами и всем остальным». Впрочем, современные исследователи сомневаются в верности такого описания (40).

## Список сражений с участием кельтов
Ниже представлен список сражений и военных конфликтов, в которых кельты (в том числе кельтские наёмники) играли ведущую или существенную роль.
- 390 г. до н.э. — битва при Аллии
- 284 г. до н.э. — битва за Арреций
- 283 г. до н.э. — битва при Вадимонском озере
- 279 г. до н.э. — Фермопильское сражение
- 277 г. до н.э. — битва при Лисимахии
- 275 г. до н.э. — битва слонов
- 225 г. до н.э. — сражение при Теламоне
- 225 г. до н.э. — битва при Фесулах
- 222 г. до н.э. — битва при Кластидии
- 200 г. до н.э. — битва при Кремоне
- 194 г. до н.э. — битва при Мутине
- 113 г. до н.э. — битва при Норее
- 107 г. до н.э. — битва при Бурдигале
- 105 г. до н.э. — битва при Араузионе
- 102 г. до н.э. — битва при Аквах Секстиевых
- 101 г. до н.э. — битва при Верцеллах
- 58 г. до н.э. — битва на Араре
- 58 г. до н.э. — битва при Вогезах
- 58 г. до н.э. — битва при Бибракте
- 57 г. до н.э. — битва на Аксоне
- 57 г. до н.э. — битва на Сабисе
- 56 г. до н.э. — битва при Октодуре
- 56 г. до н.э. — битва при Морбиане
- 54 г. до н.э. — Битва при Адуатуке
- 52 г. до н.э. — битва при Аварике
- 52 г. до н.э. — битва при Алезии
- 52 г. до н.э. — битва при Герговии
- 52 г. до н.э. — битва при Лютеции

## Кельтские военные лидеры
- Амбиорикс, лидер эбуронов (белги)
- Боудикка, лидер иценов (Британия)
- Бренн, лидер сенонов (галлы)
- Каратак, лидер катувеллаунов (Британия)
- Гай Юлий Цивилис, лидер батавов (германское племя)
- Верцингеториг, лидер арвернов (Галлия)
- Вириат, лидер лузитанов (Иберия)

### На русском языке
- Аллен Стивен. Кельты: Властители битв / Пер. с англ. А. Колина. — М.: Эксмо, 2010. — 226 с.: ил. — Серия «Военная история человечества». — ISBN 978-5-699-38415-0.
- Пенроз Джейн. Рим и его враги. Карфагеняне, греки и варвары / Пер. с англ. О. Шмелевой. — М.: Эксмо, 2008. — 296 с.: ил. — Серия «Военная история человечества». — ISBN 978-5-699-24680-9.

### На иностранных языках
- E. Estyn Evans, The Personality of Ireland, Cambridge University Press (1973), ISBN 0-521-02014-X
- http://www.culture.gouv.fr/culture/arcnat/entremont/en/f_archi_san.htm
- British Archaeology 76 "Ridding (sic) Into History"
- Barry W. Cunliffe, Iron Age Communities in Britain Ch. 19 Warfare, ISBN 0-415-34779-3,
- Cowen, J. D., The Hallstatt Sword of Bronze: on the Continent and in. Britain, in: Proc. Prehist. Soc. 33
- Piggott, S. (1950) 'Swords and scabbards of the British Early Iron Age', Proc. Prehist. Soc. 16
- Building an Iron Age Chariot, Mike Loades http://www.mikeloades.co.uk/cms/images/British_Chariot.pdf
- The Archaeology of Late Celtic Britain and Ireland c.400-1200AD, Lloyd Laing, 1975
- Caesar De Bello Gallica, Book 1, XXIV
- Caesar De Bello Gallica, Book 7, XLI
- Caesar De Bello Gallica, Book 5, XLIV
- http://www.dunsgathan.net/essays/woad.htm
- Analysis of a Celtiberian protective paste and its possible use by Arevaci warriors, Jesús Martín-Gil, Gonzalo Palacios-Leblé, Pablo Martín Ramos and Francisco J. Martín-Gil, E-Keltoi vol. 5 — http://www.uwm.edu/Dept/celtic/ekeltoi/volumes/vol5/5_3/index.html
- Plutarch, Camillus 15-30
- Grant, R. (2008). Warfare in the Ancient World. In Battle (pp. 32–33). DK Publishing.
- Celtic warrior, 300 BC-AD 100 by Stephen Allen,2001,ISBN 1841761435,page 45
- Grant, R. (2008). Warfare in the Ancient World. In Battle (pp. 32–33). DK Publishing
- Celtic warrior, 300 BC-AD 100 by Stephen Allen,2001,ISBN 1841761435,page 47
- Caesar, De Bello Gallica Book 4, XXXIII
- The Gallic Wars, Chapter 33
- Polybius Histories Book 2, 29-31
- Celtic warrior, 300 BC-AD 100 by Stephen Allen,2001,ISBN 1841761435,page 14
- Mountain, H. The Celtic Encyclopedia (1998)
- Barry W. Cunliffe, Iron Age Communities in Britain, 2005, ISBN 0-415-34779-3, ISBN 978-0-415-34779-2
- The Iron Age, smr.herefordshire.gov.uk
- The Odrysian Kingdom of Thrace: Orpheus Unmasked (Oxford Monographs on Classical Archaeology) by Z. H. Archibald, ISBN 0-19-815047-4,1998,page 203.
- Complete Encyclopedia Of Arms & Weapons (Hardcover)by Rh Value Publishing, ISBN 0-517-48776-4, 1986
- HaA(1200-1000), HaB(1000-800)
- Rome's enemies: Germanics and Dacians by Peter Wilcox,Gerry Embleton,ISBN 0850454735,1982,page 35
- Dacia: Land of Transylvania, Cornerstone of Ancient Eastern Europe by Ion Grumeza, 2009, page 50
- Dacia: Land of Transylvania, Cornerstone of Ancient Eastern Europe by Ion Grumeza, 2009, page 88
- Strab. 7.5,"they often used the Scordisci as allies"
- A dictionary of the Roman Empire Oxford paperback reference,ISBN 0-19-510233-9,1995,page 202,"contact with the peoples of the Illyrian kingdom and at the Celticized tribes of the Delmatae"
- The Oxford Classical Dictionary, Simon Hornblower and Antony Spawforth, 2003, p. 1106
- Encyclopedic Dictionary of Archaeology by Barbara Ann Kipfer,2000,page 251,"... Sea and from there eastward to the Sar Mountains. The Illyrians, descendants of the hallstatt culture, were divided into tribes, each a self-governing community with ...
- Celtic warrior, 300 BC-AD 100 by Stephen Allen,2001,ISBN 1841761435,page 3
- Aristot. Eud. Eth. 3.1229b
- Celtic warrior, 300 BC-AD 100 by Stephen Allen,2001,ISBN 1841761435,page 15
- Dionysius of Halicarnassus, Roman Antiquities p259 Excerpts from Book XIV
- Ellis, Peter Berresford (1998). The Celts: A History. Caroll & Graf. pp. 60–3. ISBN 0-7867-1211-2.